# 黄昏オレンジ
「黄昏オレンジ」（たそがれおれんじ）は、サクラメリーメンが2006年10月25日にリリースした2枚目のマキシシングル。SPEEDSTAR RECORDSからのメジャーデビューシングルでもある。

## 概要
- 元々「黄昏オレンジ」の名前は「汽笛ラング」であった。
- サクラメリーメンでは、この作品からSPEEDSTARレーベルから出ている。

## 収録曲
1. 黄昏オレンジ
再生時間が3分をきるというとても短い曲。男女の別れの曲であるが、曲はアップテンポという、サクラメリーメンによく見られるタイプの曲である。
2. 少年キッド

## 収録アルバム
- ロングロード・オデッセイ(#1)

## タイアップ
- 音楽戦士ヘビーローテーション(#1)